# 銭江モーターサイクル

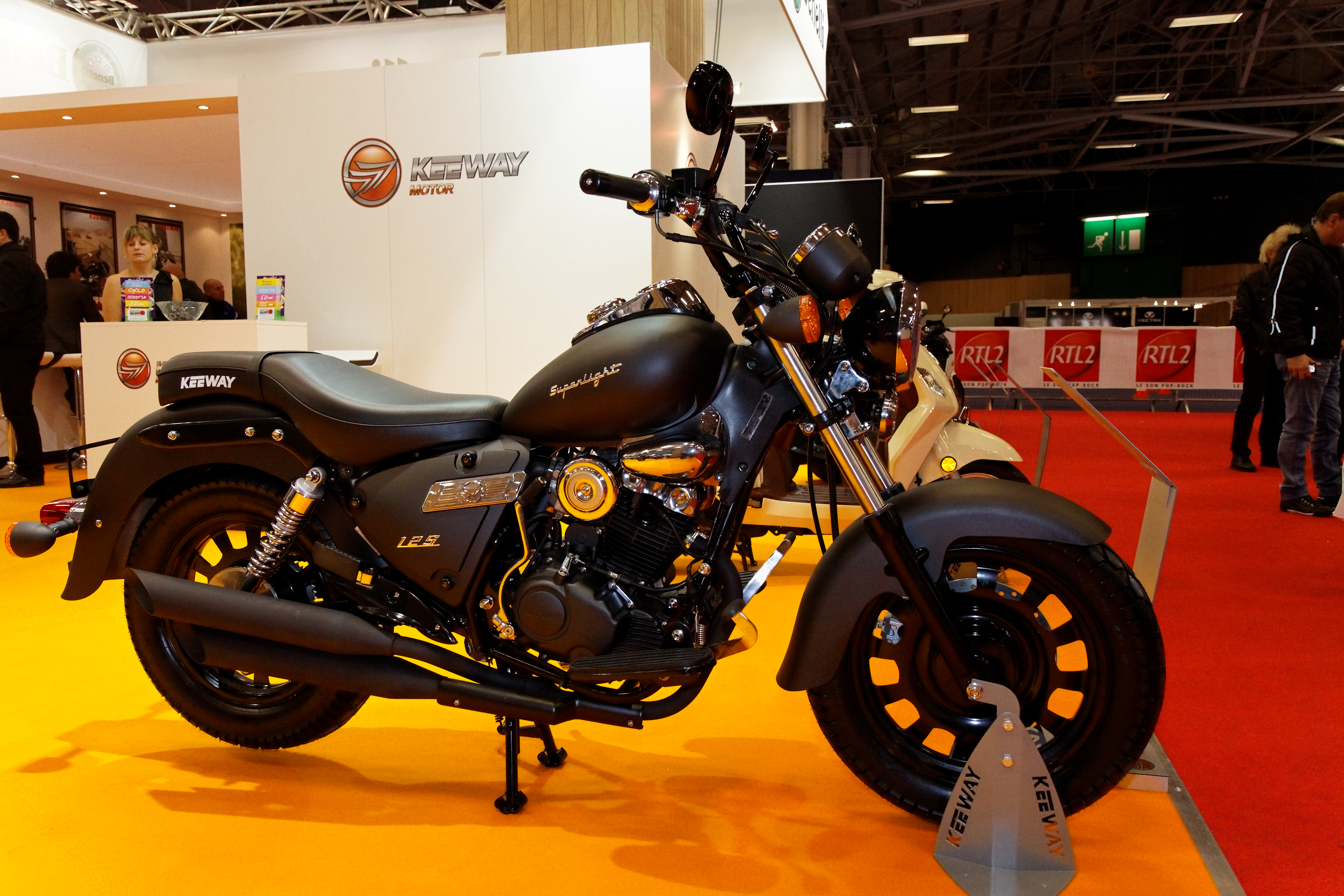
銭江グループが手掛けたキーウェイ・スーパーライト125

銭江モーターサイクル・グループ（チェンジヤン・モーターサイクル・グループ、Qianjiang Motorcycle Group、浙江銭江摩托股分有限公司）は、中国のオートバイメーカーである。

## 概要
1985年に設立した銭江モーターは、オートバイやスクーターなど中国で販売されており、1999年にキーウェイを設立し、ヨーロッパを中心に販売されている。2005年にベネリを買収し、2022年にイタリア・ミラノで開催されたEICMAでMBPモトが誕生。2024年にモルビデリ買収に伴い、MBPモトからモルビデリMBPへと名称が変更された。

## モデル

### オートバイ
（2023年5月現在）
- SV650
- SRT 800 SX
- SRT800X (QJ750-7A)
- SRK 800 RR
- SRK700 (QJ700-8A)
- SRK600 (QJ600GS-3A)
- SRT550X (QJ500GS-5B)
- SRV 700
- SRV500 (QJ500-11A)
- NTX300 (QJ300-12)
- QJ250-3B
- QJ125 (200)-2G
- QJ125 (150)-26A
- QJ110 (125)-11C

### スクーター
- FORT 350
- FORT 250
- VPS125 (QJ125T-2C)
- CTR125 (QJ125T-23D)
- LTR 125
- LTM 125
- QJTDR006Z
- SQ 16
- EZ 1200 (QJ1200DT-B)

### ATVs
- SFA 600
- SFA 1000

### 電動バイク
- OAO
- OMO 07
- OMO 03
- DQ
- E-LTR
- MOk
- Q2
- VC
- MOi
- E-LTS